# هنري دابلز
هنري دابلز (جنوة، 4 مايو 1871 - [[زيورخ] ، 9 مايو 1920) لاعب كرة قدم إيطاليًا مواطنًا سويسريًا. كان أول مهاجم في تاريخ نادي جنوة للكريكيت وكرة القدم.